# Список умерших в 1136 году

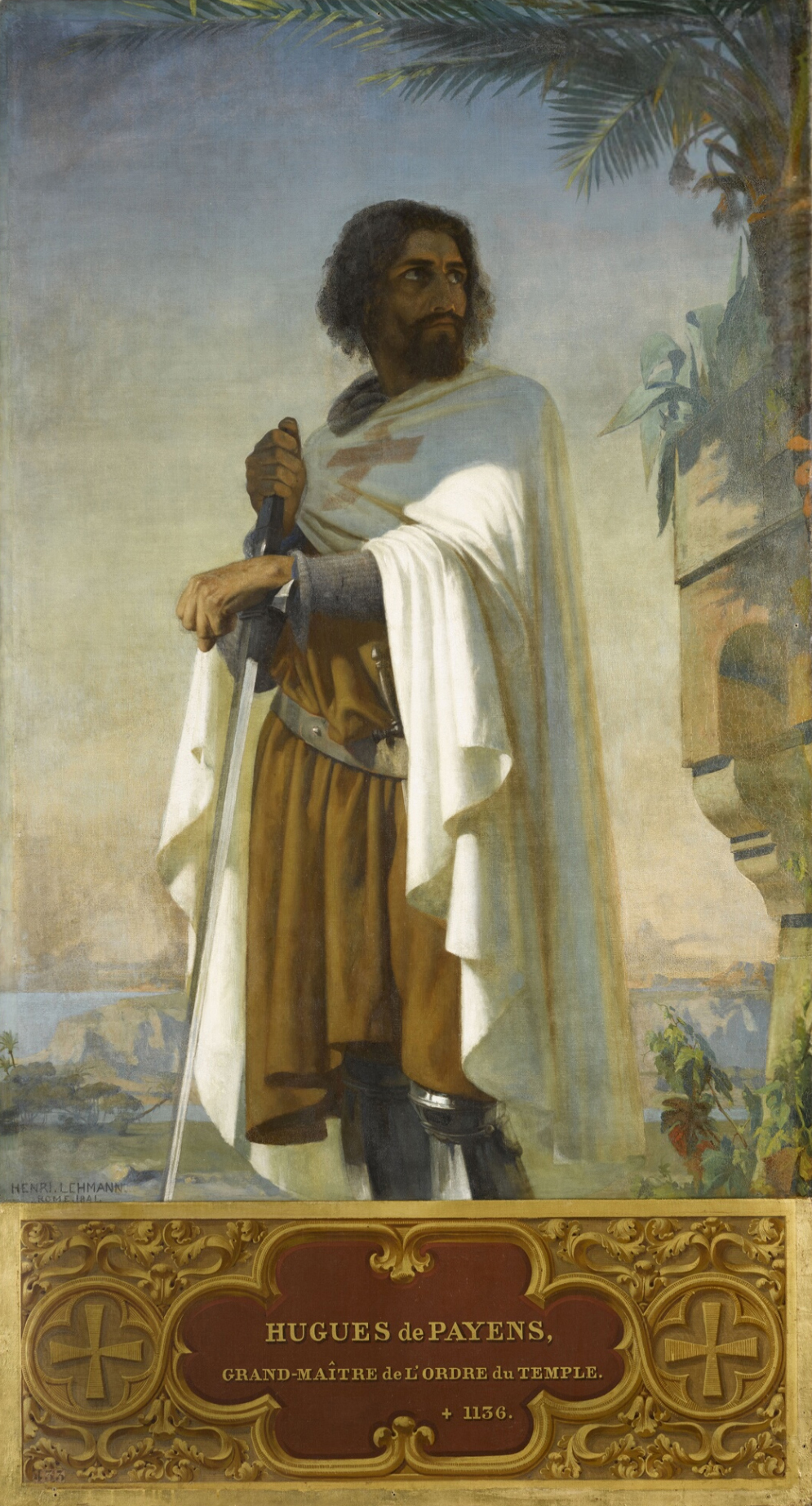
Гуго де Пейн

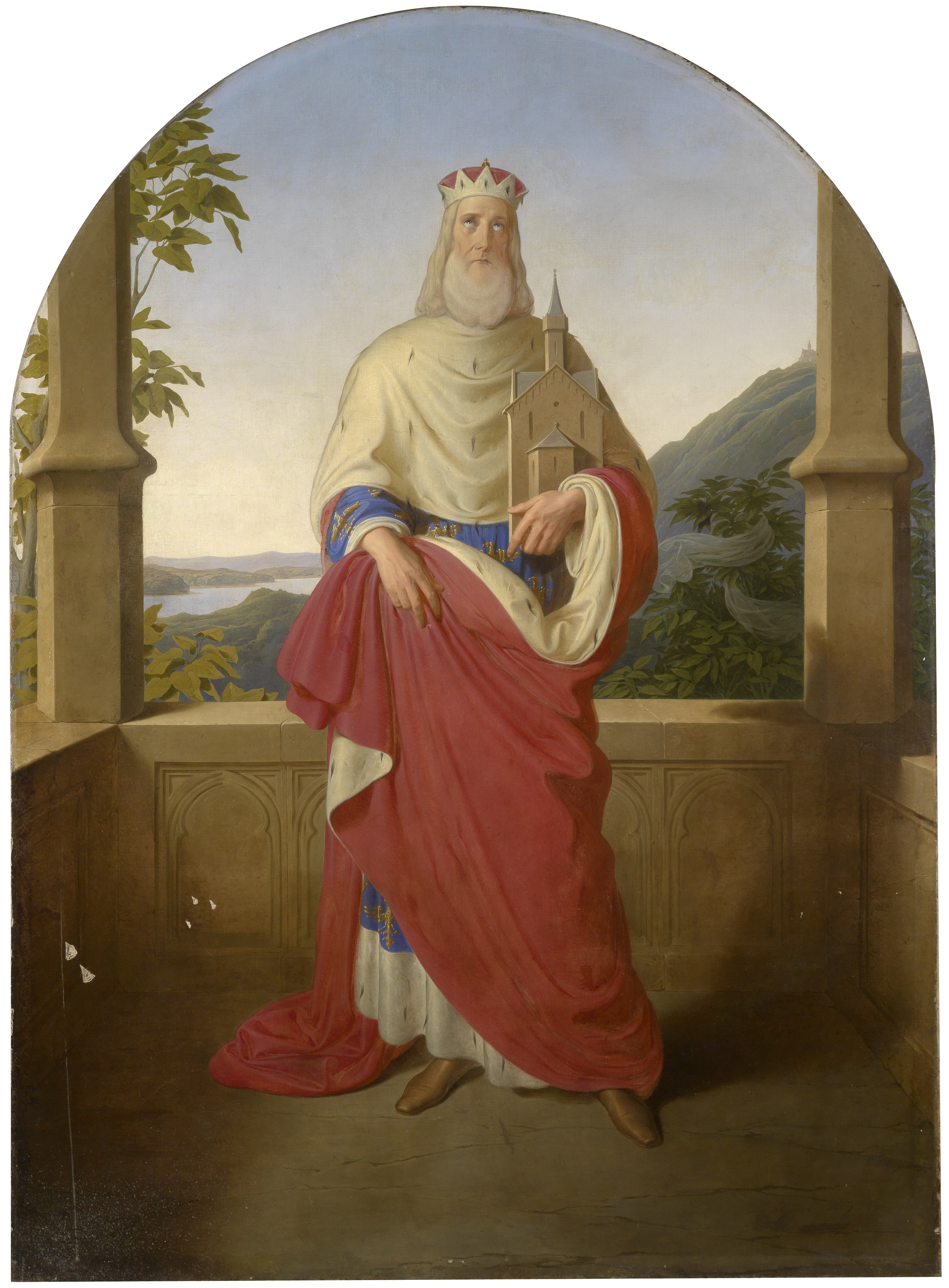
Леопольд III Благочестивый

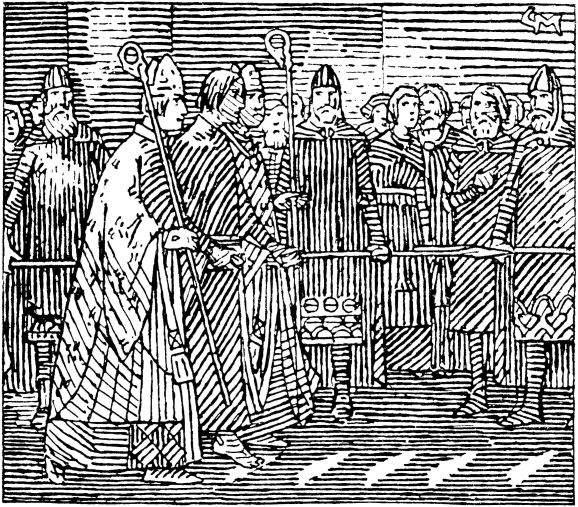
Харальд IV Гилли

В этой статье представлен список известных людей, умерших в 1136 году.
См. также: Категория:Умершие в 1136 году

## Январь
- 28 января — Мирослав Гюрятинич — новгородский посадник (1126—1128, 1135—1136) псковский посадник (1132—1135), первый новгородский посадник выбранный на вече

## Апрель
- 1 апреля — Ромуальд I[англ.] — архиепископ Салерно (1121—1136)
- 15 апреля — Ричард де Клер — англонормандский аристократ из рода де Клер, 1-й граф Хертфорд (c 1135). Убит в военном столкновении с валлийцами

## Май
- 24 мая — Гуго де Пейн (66) — первый Великий магистр ордена тамплиеров (1119—1136).

## Июнь
- 11 июня — Видекинд I — граф Шваленберга (с 1127).

## Август
- 14 августа — Ансельмо V Пустерла[итал.] архиепископ Милана (1126—1135)

## Ноябрь
- 15 ноября — Леопольд III Благочестивый — маркграф Австрии {1095—1136), святой римско-католической церкви, святой покровитель Австрии и Вены
- 21 ноября — Вильгельм де Корбейль — архиепископ Кентерберийский (1123—1136)

## Декабрь
- 14 декабря — Харальд IV Гилли — король Норвегии (1130—1136). Убит
- 22 декабря — Ютта Шпонгеймская (45) — немецкая монахиня, наставница Хильдегарды Бингенской.

## Дата неизвестна или требует уточнения
- Али аль-Хади ибн Низар — 20-й исмаилитский-низаритский имам.
- Авраам бен-Хия — еврейский математик и астроном, живший в Барселоне, первый автор научных и философских книг на иврите.
- Гвенллиан Грифид[англ.] — королева-консорт Дехейбарта, жена Грифида ап Риса. Погибла в сражении.
- Гильом VI — граф Оверни (1096—1136)
- Джеральд Виндзорский — англонормандский рыцарь, активный участник нормандского завоевания Южного Уэльса в конце XI — начало XII века, кастелян Пембрукского замка и родоначальник англо-ирландского дворянского дома Фицджеральдов.
- Зайн ал-Дин Горгани[англ.] — персидский врач, теолог и философ
- Конрад II — граф Люксембурга (1131—1136)
- Паль Хаконссон — ярл Оркнейских островов (1123—1136).
- Петр Жюйисский[англ.] — бенедиктинский монах, святой римско-католической церкви[1].
- Юсуф бен Фируз — эмир на службе у Буридов Дамаска.